# Marvel Productions
New World Animation Ltd., anteriormente conocida como Marvel Productions, era la subsidiaria de estudios de cine y televisión de Marvel Entertainment Group, con sede en Hollywood, Los Ángeles, California. Más tarde se convirtió en una subsidiaria de New World Entertainment y eventualmente de News Corporation (Fox Entertainment Group).
Marvel Productions produjo series de televisión animadas, películas y especiales de televisión como Spider-Man and His Amazing Friends, The Incredible Hulk, My Little Pony: The Movie, Transformers: la película y GI Joe: The Movie, así como The Serie de televisión Transformers y GI Joe: A Real American Hero. La mayor parte del catálogo anterior no relacionado con Hasbro de Marvel Productions/New World Animation (con la excepción de Dungeons & Dragons) es actualmente propiedad de The Walt Disney Company.

## Historia

### DePatie-Freleng Enterprises (1963-1981)
La compañía comenzó en 1963 como DFE Films y fue vendida a Cadence Industries, el propietario de Marvel Comics Group, en 1981 después de que el fundador y ejecutivo de DFE, Friz Freleng , dejara la compañía para regresar a su antiguo trabajo en Warner Bros. Animation. El socio comercial de Freleng y cofundador de DFE, David H. DePatie, continuó trabajando para la empresa bajo la bandera de Marvel durante varios años hasta su jubilación.

### Marvel Productions (1981-1993)
Marvel Productions abrió su estudio de Los Ángeles en 1981. En 1984, Margaret Loesch se unió a Marvel Productions como presidenta y directora ejecutiva.  Marvel Comics Group, propiedad de Cadence Industries Corporation desde 1968, se vendió a New World Pictures en 1986 junto con Marvel Productions y se incorporó como Marvel Entertainment Group (MEG). Marvel Comics Group, owned by Cadence Industries Corporation since 1968, was sold to New World Pictures in 1986 along with Marvel Productions and incorporated as Marvel Entertainment Group (MEG).
Con New World teniendo problemas de flujo de efectivo, MEG se vendió en enero de 1989 a Andrews Group, una subsidiaria de MacAndrews and Forbes, propiedad de Ronald Perelman . Sin embargo, New World mantuvo Marvel Productions y la fusionó con su propio negocio de televisión. MP trasladó sus oficinas de Van Nuys al oeste de Los Ángeles en mayo de 1989.
Los problemas de New World continuaron, lo que los llevó a ser adquiridos también por Andrews Group dentro del año. Loesch se fue a Fox Kids en 1990. En diciembre de 1992, New World formó New World Family Filmworks y New World Action Animation, encabezada por el presidente de Marvel Productions, Rick Ungar , para producir programación de entretenimiento familiar por un valor de 20 millones de dólares.

### New World Animation (1993-1996)
Marvel Productions pasó a llamarse New World Animation en noviembre de 1993. En 1994, Marvel y New World iniciaron Marvel Films, incluida Marvel Films Animation.In 1994, Marvel and New World started up Marvel Films including Marvel Films Animation.  New World Animation (The Incredible Hulk), Saban Entertainment (X-Men) y Marvel Films Animation (Spider-Man), cada uno produjo una serie de Marvel para televisión. Tom Tataranowicz estuvo a cargo de Marvel Films Animation y New World Animation durante este período.

### Filial de News Corporation (1996)
News Corporation/Fox Entertainment Group adquirió New World Entertainment, junto con New World Animation y Marvel Films Animation por 2500 millones de dólares en agosto de 1996.  Al mismo tiempo, Saban Entertainment obtuvo los derechos de Marvel Entertainment Group para Capitán América, Daredevil, y Silver Surfer, y personajes adicionales que se desarrollarán en cuatro series y 52 episodios durante los próximos siete años.
Fox Children's Productions y Saban Entertainment se fusionaron para formar Fox Kids Worldwide, un holding y empresa conjunta, en noviembre de 1996, mientras que Fox retuvo la propiedad de New World Animation.

## Series animadas
| Nombre | Año       | Canal                                           | Notas |
| --- | --------- | ----------------------------------------------- | --- |
| Spider-Man | 1981      | Sindicación                                     | Propiedad de Marvel |
| Chappy | 1981–1984 | Sindicación                                     | Distribuido por Light Beam Productions, Inc. |
| Spider-Man and His Amazing Friends                                                                                  | 1981–1983 | NBC                                             | Marvel es propietario junto aThe Incredible Hulk |
| The Incredible Hulk                                                                                                 | 1982      | NBC                                             | Marvel es propietario junto con Spider-Man and His Amazing Friends                                                                                              |
| Meatballs & Spaghetti                                                                                               | 1982–1983 | CBS                                             | Coproducción con InterMedia Entertainment Company, Pan Sang East Co. Ltd, y MGM/UA Television                                                                   |
| Pandamonium | 1982      | CBS                                             | Coproducción con InterMedia Entertainment Company, Pan Sang East Co. Ltd, y MGM/UA Television                                                                   |
| Dungeons & Dragons                                                                                                  | 1983–1985 | CBS                                             | Coproducción entre TSR Entertainment/Dungeons y Dragons Entertainment Corp                                                                                      |
| G.I. Joe: A Real American Hero                                                                                      | 1983–1986 | Sindicación                                     | Basado en la serie del mismo nombre producido con Sunbow Productions                                                                                            |
| Muppet Babies | 1984–1991 | CBS                                             | Basado en los Muppets de Jim Henson |
| The Transformers | 1984–1987 | Sindicación                                     | Basado en la línea de juguetes y la serie es producida con Hasbro y Sunbow Entertainment                                                                        |
| Little Muppet Monsters                                                                                              | 1985      | CBS                                             | Basado en los personajes de los Muppets de Jim Henson, coproducción con Henson Associates                                                                       |
| Super Sunday (aka Super Saturday) - Robotix - Bigfoot and the Muscle Machines - Jem and the Holograms - Inhumanoids | 1985      | Sindicación                                     | Basada en la línea de juguetes y una coproducción con Sunbow Productions                                                                                        |
| Jem and the Holograms                                                                                               | 1986      | Sindicación                                     | Basada en la línea de juguetes y una coproducción con Sunbow Productions                                                                                        |
| Inhumanoids | 1986      | Sindicación                                     | Basada en la línea de juguetes y una coproducción con Sunbow Productions                                                                                        |
| My Little Pony 'n Friends - The Glo Friends - MoonDreamers - Potato Head Kids                                       | 1986      | Sindicación                                     | Basada en la línea de juguetes y una coproducción con Sunbow Productions; es la segunda serie de la franquicia de My Little Pony                                |
| Defenders of the Earth                                                                                              | 1986      | Sindicación                                     | Coproducción con King Features Syndicate |
| Fraggle Rock: The Animated Series                                                                                   | 1987      | NBC                                             | Basada en la serie de Fraggle Rock |
| Little Wizards | 1987      | ABC                                             | Marvel es propietario; coproducción con New World International                                                                                                 |
| Little Clowns of Happytown                                                                                          | 1987      | ABC                                             | Coproducción con Murakami-Wolf-Swenson |
| Dino-Riders | 1988      | Sindicación                                     | Coproducción con Tyco Toys; forma parte del universo de Marvel Action Universe                                                                                  |
| RoboCop | 1988      | Sindicación                                     | Coproducción con Orion Pictures; forma parte del Marvel Action Universe                                                                                         |
| Rude Dog and the Dweebs                                                                                             | 1989      | CBS                                             | Coproducción con Just for Kids |
| X-Men: Pryde of the X-Men                                                                                           | 1989      | Sindicación                                     | Marvel Action Universe formó parte del piloto de la serie de los X-Men                                                                                          |
| Attack of the Killer Tomatoes                                                                                       | 1990–1991 | FOX Coproducción con Fox Children's Productions | |
| Kid 'n Play | 1990–1991 | NBC                                             | Coproducción con Saban Entertainment |
| Space Cats | 1991–1992 | NBC                                             | Coproducción con Paul Fusco Productions |
| Bucky O'Hare and the Toad Wars                                                                                      | 1991–1992 | Sindicación                                     | Coproducción con Abrams/Gentile Entertainment, Continuity Comics, IDDH, y Sunbow Productions                                                                    |
| Little Shop | 1991      | Fox                                             | Coproducción con Saban Entertainment y Fox Children's Productions                                                                                               |
| Biker Mice from Mars                                                                                                | 1993      | Sindicación                                     | Realizado por Marvel Productions, distribuido por New World (internacional), Genesis Entertainment (domésticos), coproducción con Philippine Animation Studios. |
| The Incredible Hulk                                                                                                 | 1996      | UPN                                             | |

- The Young Astronauts, licenciada como Young Astronaut Council y adaptado en el cómic por Marvel Comics;[35] nunca se emitió debido al desastre del especial Space Shuttle Challenger que provocó que CBS cancelara el programa antes de que se produjera.[36]
- Stealth Warriors[37]

### Especiales originales
| Fecha de lanzamiento     | Título                                      | Canal       | Notas                                                                     |
| ------------------------ | ------------------------------------------- | ----------- | ------------------------------------------------------------------------- |
| 14 de febrero de 1981    | Pink at First Sight                         | ABC         | Producción desde DePatie-Freleng Enterprises                              |
| 20 de mayo de 1982       | The Grinch Grinches the Cat in the Hat      | ABC         | Producción desde DePatie-Freleng Enterprises y Dr. Seuss                  |
| 25 de octubre de 1983    | The Charmkins                               | Sindicación | Basado en la línea de juguetes Hasbro del mismo nombre                    |
| 14 de abril de 1984      | My Little Pony: Rescue at Midnight Castle   | Sindicación | Basado en la línea de juguetes Hasbro del mismo nombre                    |
| 12 de septiembre de 1984 | The Secret World of the Very Young          | CBS         | Coproducción con Sunbow Productions                                       |
| 23 de marzo de 1985      | My Little Pony: Escape from Catrina         | Sindicación | Basado en la línea de juguetes Hasbro del mismo nombre                    |
| 1987                     | Blondie and Dagwood                         | CBS         | Coproducción con King Features Syndicate                                  |
| 1989                     | Blondie and Dagwood: Second Wedding Workout | CBS         | Coproducción con King Features Syndicate                                  |
| 1993                     | The Magic Paintbrush                        | CBS         | CBS lo estreno en horario de Primetime junto a un comercial de McDonald's |

A excepción de Fraggle Rock, los derechos de las series basadas en las propiedades de Jim Henson ahora están en manos de The Muppets Studio, una subsidiaria de Walt Disney Company.
Todos los programas basados en las propiedades de Hasbro fueron coproducciones con Sunbow Productions. Estos programas ahora son propiedad de Entertainment One.

### Películas teatrales y para televisión
| Fecha de lanzamiento | Título                      | Coproducción           | Notas                                      |
| -------------------- | --------------------------- | ---------------------- | ------------------------------------------ |
| 20 de junio de 1986  | My Little Pony: The Movie   | Con Sunbow Productions | Teatral                                    |
| 8 de agosto de 1986  | The Transformers: The Movie | Con Sunbow Productions | Teatral                                    |
| 20 de abril de 1987  | G.I. Joe: The Movie         | Con Sunbow Productions | Planeado para ser lanzado por video casero |
| Enero de 1993        | Gahan Wilson’s Diner        |                        | Película teatral                           |